# بلدة أندوفر (مقاطعة أشتابولا)
بلدة أندوفر هي إحدى البلدات السبع والعشرون في مقاطعة أشتابولا، أوهايو، الولايات المتحدة. وجد تعداد عام 2010 أن هناك 2753 شخصًا في البلدة.

## روابط خارجية
- موقع المقاطعة